# Thing (Addams Family)
Thing T. Thing, vaak gewoon Thing genoemd, is een personage in The Addams Family, bedacht door Charles Addams.
Thing (Nederlands: Ding) is een levende en intelligente menselijke hand. Deze hand zit niet langer vast aan een lichaam, maar leidt een eigen leven.

## Creatie
Thing is net als de andere personages in de Addams Family een creatie van Charles Addams. Hij verscheen voor het eerst in het boek Homebodies uit 1954. In een van de strips in dit boek is het huis van de Addams' te zien met op de poort een bordje met de tekst "Beware of the Thing".

## Personage
Thing is officieel geen lid van de familie maar wordt wel als dusdanig gezien. Hij is de beste vriend van Gomez Addams sinds Gomez een kind was.
Thing verricht voor de familie kleine huishoudelijke taken zoals de post ophalen, sigaren aan Gomez geven, de tv van zender veranderen en platen afspelen. Thing en Oma Addams houden graag wedstrijdjes armworstelen.
Vooral Morticia Addams is zeer onder de indruk van Things diensten. Een bekende uitspraak van haar is dan ook: "Why, thank you, Thing."
Thing kan, omdat hij slechts een hand is, niet praten maar is wel in staat te communiceren middels signalen met zijn vingers of via morsecode.

## Achtergrond
In de originele televisieserie was Thing een hand plus onderarm. Hij zat altijd achter een gordijn of in een doos of ander object, waar hij uit tevoorschijn kroop om iets te pakken. Het is onbekend hoe Thing zich van doos naar doos verplaatste. Sommigen denken dat hij een tunnelcomplex in het huis gebruikte, anderen denken dat hij kon teleporteren. De reden dat men Thing alleen op deze manier te zien kreeg, was omdat het niet mogelijk was een realistische wandelende hand te maken voor een televisieserie.
In de originele serie werd Thing gespeeld door Ted Cassidy, die ook de rol speelde van Lurch. Alleen in scènes waar Lurch en Thing beide in voorkwamen, nam een crewlid de rol even over. Omdat Cassidy 2,06 meter lang was, wat het heel lastig om hem voor de rol van Thing te gebruiken. In veel scènes lag hij op zijn rug op een rijbaar plateau net buiten het zicht van de camera's, met zijn hand door de bodem van een doos heen.
In de eerste animatieserie kreeg Thing meer bewegingsvrijheid en liep hij gewoon door open ruimten. In de drie films en de serie The New Addams Family was het inmiddels wel mogelijk om een realistische wandelende hand neer te zetten. In deze versies is Thing een hand die bij de pols is afgehakt.

## Andere handen
Thing is niet de enige wandelende hand die werd gezien in de Addams Family-producties. In de originele televisieserie werden twee soortgelijke handen geïntroduceerd in de aflevering "Morticia Meets Royalty":
- Lady Fingers: een vrouwelijke hand die Nicht Millie diende. Ze kreeg een relatie met Thing tijdens haar bezoek aan de Addams Family. Lady Fingers deed ook mee in de special "Halloween with the Addams Family" en een aflevering van The New Addams Family.
- Esmerelda: nog een vrouwelijke hand, ingehuurd door Millicent nadat ze Lady Fingers heeft ontslagen.

In de aflevering "Thing Is Missing" ontdekken Gomez en Morticia een portret van Things ouders.

## Trivia
- Thing is een van de bekendste personages uit de Addams Family-producties. Als gevolg hiervan zijn er verwijzingen naar hem in andere series. In de serie Good Eats krijgt Alton Brown vaak producten aangereikt door een assistent die buiten beeld staat, waarna hij altijd zegt: "Thank you, Thing."
- In 2007 werd een hand in een doos, gelijk aan Thing, de mascotte voor Office Depot.